# Farmington (Utah)
Farmington je správní město okresu Davis County ve státě Utah. K roku 2010 zde žilo 18 275 obyvatel. S celkovou rozlohou 20,1 km² byla hustota zalidnění 601,5 obyvatel na km².